# Poiastruc
Poiastruc (en francès Pouyastruc) és un municipi francès situat al departament dels Alts Pirineus i a la regió d'Occitània.

## Demografia
| 1962                                       | 1968 | 1975 | 1982 | 1990 | 1999 | 2007 |
| ------------------------------------------ | ---- | ---- | ---- | ---- | ---- | ---- |
| 294                                        | 348  | 357  | 494  | 544  | 538  | 642  |
| Des de 1962: població sense dobles comptes |      |      |      |      |      |      |

## Administració
| Període   | Identitat              | Partit |
| --------- | ---------------------- | ------ |
| 2001-2008 | Jean Claude Villacampa |        |
| 2008-2009 | Roland Coustet         | PS     |
| 2009-     | Serge Debat            |        |